# Уолш, Марти
Мартин Джозеф Уолш (англ. Martin Joseph Walsh, род. 10 апреля 1967, Бостон, Массачусетс) — американский политик, представляющий Демократическую партию. Бывший Мэр Бостона. Министр труда США с 23 марта 2021 года по 11 марта 2023 года. С марта 2023 года глава профсоюза игроков НХЛ.
7 января 2021 года был выдвинут Джо Байденом на должность Министра труда США. 22 марта 2021 года утверждён Сенатом США. На следующий день принял присягу.

## Биография
Родился в Бостоне, его родители эмигрировали в США из Ирландии в 1950-х годах. В возрасте семи лет у Уолша была обнаружена лимфома Беркитта, из-за чего он пропустил большую часть второго и третий класс, а также оставался на второй год в пятом. Получил степень бакалавра искусств в Бостонском колледже (2009).
В 21 год вступил в отделение 223 Международного союза трудящихся Северной Америки и возглавлял его до избрания мэром Бостона. В 1997 году был избран членом Палаты представителей Массачусетса.
В 2013 году участвовал в выборах мэра Бостона, на которых одержал победу, набрав во втором туре 51,5 % голосов избирателей. В 2017 году был переизбран на второй срок.
В 2021 году вступил в должность Министра труда США.
В начале 2023 года возглавил ассоциацию игроков Национальной хоккейной лиги.